# Norberto Menéndez
Norberto Menéndez (14 de dezembro de 1936 - 26 de maio de 1994) foi um futebolista argentino que competiu na Copa do Mundo FIFA de 1958.
Menéndez foi formado no River Plate, debutando com apenas 17 anos em um Superclásico. Foi um dos goleadores da Maquinita, o elenco do River na década de 1950, tendo feito celebrada dupla com Omar Sívori  e se aperfeiçoando com os colegas Ángel Labruna, Walter Gómez e Félix Loustau. Provocador e fanfarrão, era especialmente querido por quem jogava a favor e da mesma forma odiado por quem jogava contra. Ele, que tinha o hábito de gastar em apostas sobre corridas de cavalo o dinheiro que recebia, ganhou três campeonatos argentinos seguidos com o River, entre 1955 e 1957  - este seria o último título riverplatense até 1975. 
Deixou Núñez em 1960, para jogar no Huracán. Após um ano, chegou ao Boca Juniors. No arquirrival de sua ex-equipe, comportou-se como um autêntico xeneize, continuando provocador, mas passando agora contra a sua ex-equipe: chegou a passar a mão no rosto do antigo colega Amadeo Carrizo após marcar um gol nele em um Superclásico em 1965  e, em outro dérbi, a zombar o outro goleiro millonario, o jovem Hugo Gatti, afirmando que o Boca marcaria quatro gols nele naquele dia - e os auriazuis de fato venceram por 4 x 0.
Se no River era centroavante, no Boca passou a jogar mais pelas pontas, passando a bola ou chutando a gol com qualquer uma das pernas. Também foi tricampeão argentino no Boca, sendo o comandante das conquistas de 1962, 1964 e 1965, e é um dos pouquíssimos a terem sido igualmente ídolos entre os dois grandes arquirrivais argentinos.